# Lenzen (Elbe)
Lenzen (Elbe) é um município da Alemanha, situado no distrito de Prignitz, no estado de Brandemburgo. Tem 95,75 km² de área, e sua população em 2019 foi estimada em 2 071 habitantes.